# Wedendorfersee
Wedendorfersee là một xã thuộc huyện Nordwestmecklenburg, bang Mecklenburg-Vorpommern, Đức. Xã được thành lập từ ngày 1 tháng 7 năm 2011 trên cơ sở sáp nhập 2 xã cũ là Köchelstorf và Wedendorf.